# Tumulus von Crugon

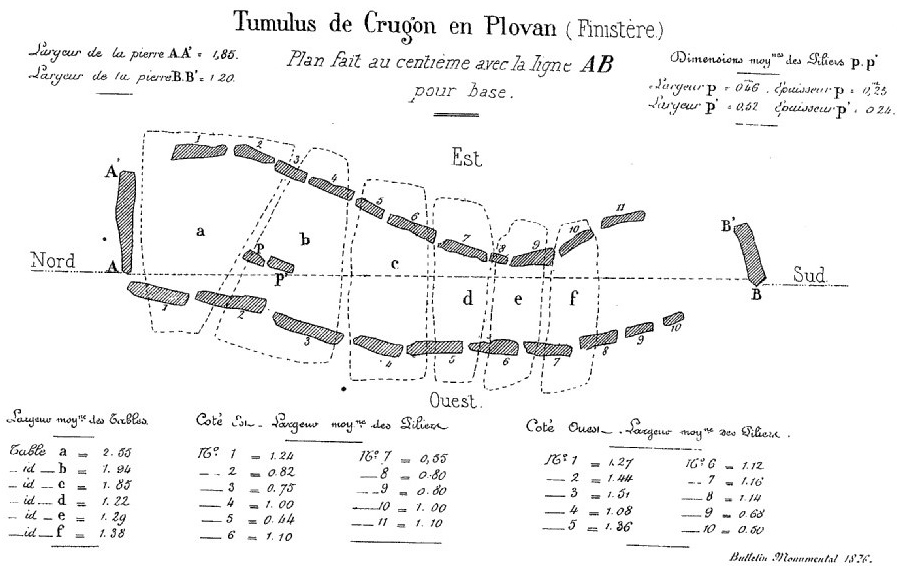
Plan des Tumulus von Crugon. Die gewundene Form der Darstellung entspricht eher nicht der Realität

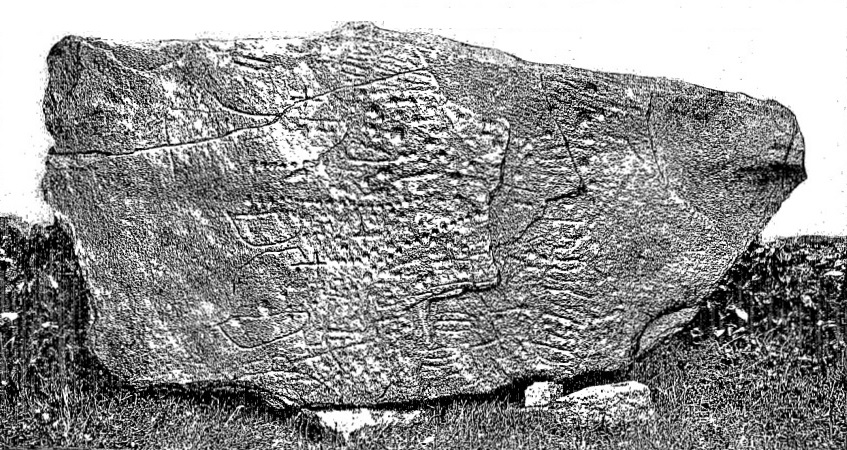
Platte aus dem Tumulus -
siehe dazu: Stein von Saint-Bélec

Im Jahre 1876 wurde der etwa 750 Meter vom Meer entfernte Tumulus von Crugon, in Renongar, nördlich von Plovan in der Cornouaille im Département Finistère in der Bretagne in Frankreich ausgegraben und der Steine, einer Allée couverte für den Bau einer Mühle beraubt.
Er hatte etwa 3,0 Meter Höhe und 30,0 m Durchmesser. Nach Paul du Chatellier (1833–1911) enthielt er eine etwa 13,0 Meter lange zweikammerige Galerie aus Granitmonolithen und war in einem Teilbereich von einem etwa 3,8 Meter langen, 3,0 Meter breiten und 80 cm dicken Deckstein bedeckt. Der Kopfstein der Wand war 2,95 Meter hoch und 1,5 Meter breit und mit 158 Schälchen (französisch Pierres aux écuelles) oder pierre à cupules und zahlreichen Zeichen anderer Formen graviert.
Ein weiterer Tumulus von etwa 45,0 m Durchmesser und drei Metern Höhe wurde von Paul du Chatellier ebenfalls bei Plovan ausgegraben. Die Funde bestanden aus Scherben von Töpferware, darunter mehreren Vasen, von denen drei mit einem roten Überzug bedeckt waren, sowie die Scherbe einer sehr großen Vase, eine Schüssel, Holzkohle und Muscheln.
Bei anderen Tumuli bei Crugou und Penker wurden der Oberboden entfernt und Bruchstücke grober Töpferware und eine kleine Glasvase in Form einer Schale mit zwei Griffen gefunden.
In der Nähe liegen ein Tangbrennofen (französisch Four à goémon), die Nekropole an der Pointe de Souc’h und die Nekropole an der Pointe de Souc’h mit der Allée couverte von Pors Poulhan.